# Referenciamegvalósítás
A szoftverfejlesztés folyamatában referenciamegvalósítás vagy referenciaimplementáció (ritkábban: mintaimplementáció vagy modellimplementáció) az a szabványos megvalósítás, amelyhez a többi implementáció – az esetleges módosításaival – hozzámérhető, és amihez a továbbfejlesztéseket hozzáadják. Az implementáció és a specifikáció kapcsolatának tesztelése növelheti a termékfejlesztés folyamatközi hatékonyságát: 
Egy referenciamegvalósítás, általában véve, a specifikáció olyan megvalósítása, amit a specifikáció definitív értelmezésének kell tekinteni. A megfelelőségi tesztrendszer kifejlesztésekor minden interfészhez legalább egy viszonylag megbízható implementációt kell készíteni, hogy (1) felfedezzék a specifikáció hibáit vagy kétértelműségeit és (2) megerősítsék a tesztrendszer hibátlan működését.
Egy referenciamegvalósítás fontos jellemzői: (1) A specifikációtól és a tesztrendszertől függetlenül fejlesztették ki; (2) bizonyítja a specifikáció implementálhatóságát; (3) lehetővé teszi a tesztrendszer tesztelését; (4) aranystandardként szolgál, amivel a többi implementáció összehasonlítható; (5) segít a specifikáció szándékainak egyértelműsítésében ott, ahol erre a megfelelőségi tesztek nem alkalmazhatók
Egy referenciamegvalósítás elérheti a gyártásminőséget, de nem minden esetben éri el. Például a Fraunhofer által az MP3 szabványhoz készített mintaimplementációt a zenehallgatási tesztekben más megvalósítások, például a LAME-é rendre lekörözik.
A referenciamegvalósítás egyes esetekben kereskedelmi célokra nem használható fel. Például a Sun Microsystems Java EE RI alkalmazáskiszolgálójára sokszor hivatkoznak a Java EE oktatóanyagaiban. Kereskedelmi célokra azonban nem licencelhető.

## Fordítás
- Ez a szócikk részben vagy egészben a Reference implementation című angol Wikipédia-szócikk ezen változatának fordításán alapul.  Az eredeti cikk szerkesztőit annak laptörténete sorolja fel. Ez a jelzés csupán a megfogalmazás eredetét és a szerzői jogokat jelzi, nem szolgál a cikkben szereplő információk forrásmegjelöléseként.